# Ángel Urdaci
Ángel María Urdaci Zubimendi (Zumaya, España; 31 de diciembre de 1955) fue un futbolista español que se desempeñaba como defensa.

## Trayectorias
Urdaci empezó su carrera como profesional en las filas del C.D. Mirandés (3ª División) en la temporada 1975-1976, permaneciendo en Anduva tres temporadas, aunque al inició de su estancia en Miranda la propiedad era del Athletic Club.
En la temporada 1978-1979 fichó por el Deportivo Alavés (2ª División) siendo uno de los jugadores más destacados en Mendizorroza en las 4 temporadas y media de defendió la camiseta albiazul.
En plena crisis deportiva y económica del Deportivo Alavés, en el mercado invernal el C. D. Málaga (1ª División) se hizo con sus servicios debutando con el club malacitano en la victoria 1-2 sobre la U. D. Las Palmas el 27 de febrero de 1983. Permaneció en La Rosaleda hasta la temporada 1983-1984.
En verano de 1984 se unió al recién ascendido a 2ª División C.D. Logroñés, donde se retiró al finalizar la temporada 1985-1986 tras conseguir una ajustada salvación y no tener apenas protagonismo.

## Clubes
| Club             | País   | Año         |
| ---------------- | ------ | ----------- |
| C.D. Mirandés    | España | 1975 - 1978 |
| Deportivo Alavés | España | 1978 - 1982 |
| C.D. Málaga      | España | 1983 - 1984 |
| C.D. Logroñés    | España | 1984 - 1986 |